# Otok Virje
Otok Virje falu Horvátországban, Varasd megyében. Közigazgatásilag Cesticához tartozik.

## Fekvése
Varasdtól 18 km-re északnyugatra, Cesticától 4 km-re északkeletre a Dráva jobb partján a szlovén határ mellett fekszik. A Dráván átívelő híd köti össze a folyó bal partján fekvő szlovéniai Ormosd városával.

## Története
1857-ben még mindössze 6 lakost számláltak a településen. 1869 és 1948 között Virje Križovljansko falu része volt, mely 1920-ig Varasd vármegye Varasdi járásához tartozott. Lakosságát csak 1953-ban számlálták meg először, ekkor 97-en lakták. Lakosságának száma azóta folyamatosan nőtt. 2001-ben  a falunak 261 lakosa volt.

## Népessége
| Lakosság változása | Lakosság változása | Lakosság változása | Lakosság változása | Lakosság változása | Lakosság változása | Lakosság változása | Lakosság változása | Lakosság változása | Lakosság változása | Lakosság változása | Lakosság változása | Lakosság változása | Lakosság változása | Lakosság változása | Lakosság változása |
| ------------------ | ------------------ | ------------------ | ------------------ | ------------------ | ------------------ | ------------------ | ------------------ | ------------------ | ------------------ | ------------------ | ------------------ | ------------------ | ------------------ | ------------------ | ------------------ |
| 1857               | 1869               | 1880               | 1890               | 1900               | 1910               | 1921               | 1931               | 1948               | 1953               | 1961               | 1971               | 1981               | 1991               | 2001               | 2011               |
| 6                  | 0                  | 0                  | 0                  | 0                  | 0                  | 0                  | 0                  | 0                  | 97                 | 172                | 215                | 233                | 248                | 261                | 251                |

## Nevezetességei
Alojzije Stepinac bíboros érsek emlékkápolnája. A kápolna a második világháború végén 1945-ben itt meggyilkolt 170 áldozat sírja közelében áll. A kápolnát 2000. június 18-án szentelte fel Marko Culej varasdi püspök. A sírhelyet emlékkereszt jelöli.